# Liste der Bodendenkmale in Melle
In der Liste der Bodendenkmale in Melle sind die Bodendenkmale der niedersächsischen Gemeinde Melle aufgeführt. Die Quelle ist der Denkmalatlas Niedersachsen.
- Bitte beachten Sie, dass diese Liste keinen Anspruch auf Vollständigkeit erhebt.
- Die Angaben ersetzen nicht die rechtsverbindliche Auskunft der zuständigen Denkmalschutzbehörde.
- Es sind nur Daten aus dem Denkmalatlas verarbeitet.
- Der Stand der Liste ist der 24. Mai 2025.

Melle im Landkreis Osnabrück

## Allgemein
In den Spalten finden sich folgende Informationen des Bodendenkmales:
| Lage         | geographische Koordinaten                                                           |
| Bezeichnung  | Bezeichnung lt. Denkmalatlas                                                        |
| Beschreibung | Beschreibung lt. Denkmalatlas                                                       |
| ID           | Objekt-ID                                                                           |
| Bild         | Bild, ggf. zusätzlich mit Link zu weiteren Fotos im Medienarchiv Wikimedia Commons. |

## Altenmelle
| Lage                        | Bezeichnung            | Beschreibung | ID       | Bild |
| --------------------------- | ---------------------- | --- | -------- | ---- |
| 52° 10′ 57″ N, 8° 20′ 12″ O | Altenmelle 1, Landwehr | Bestehend aus einem Wall mit beidseitig vorgelagerten Gräben, in NNO-SSW-Ausrichtung. L. ca. 500 m; Wall-Br. ca. 4 m; H. 0,7 m; Graben-Br. ca. 4 m; T. 1 m. Wallkrone und Grabensohle im Profil gerundet. Sehr gut erhalten. - Teilstück ID: 37017029 | 28948154 | BW   |

## Bakum
| Lage                        | Bezeichnung            | Beschreibung | ID       | Bild |
| --------------------------- | ---------------------- | --- | -------- | ---- |
| 52° 13′ 36″ N, 8° 21′ 12″ O | Bakum 5, Hohlwegbündel | Bis zu 13 Wegespuren führen fächerförmig den SW-Hang hoch und laufen im NO-Bereich aus. Im SW Fortsetzung in Hohlweg FStNr. 10. L. ca. 280 m; lichte Br. der einzelnen Wegespuren bis 7,5 m; Wegsohl-Br. bis 1,5 m; T. bis 3,5 m. Die Hohlwege führen vermutlich zur Diedrichsburg. - Teilstück ID: 37017752 | 28948271 | BW   |
| 52° 13′ 13″ N, 8° 20′ 51″ O | Bakum 7, Grabhügel     | Durchmesser ca. 12 m und Höhe ca. 0,4 m. Rund. Rand flach auslaufend. | 28948270 | BW   |
| 52° 13′ 17″ N, 8° 20′ 36″ O | Bakum 8, Grabhügel     | Durchmesser ca. 18 m und Höhe ca. 0,9 m. Fast rund. Rand abgesetzt. Am SO-Rand steht ein Holzschuppen. | 28948269 | BW   |
| 52° 13′ 9″ N, 8° 21′ 7″ O   | Bakum 9, Grabhügel     | Durchmesser ca. 13 m und Höhe ca. 1,1 m. Fast rund. Rand gut abgesetzt. Ausgeprägte Kuppenmulde. S-Flanke etwas flacher. An S-Seite verläuft ein überwachsener Waldweg in ca. NO-SW-Ausrichtung. | 28948268 | BW   |
| 52° 13′ 2″ N, 8° 20′ 55″ O  | Bakum 17, Grabhügel    | | 28948267 | BW   |
| 52° 13′ 9″ N, 8° 21′ 1″ O   | Bakum 18, Grabhügel    | Durchmesser ca. 11 m und Höhe ca. 0,8 m. Rund. Rand abgesetzt, Kuppenmulde. Am N-Rand von Schutzzaun für Neuanpflanzung überzogen. | 28948266 | BW   |
| 52° 13′ 32″ N, 8° 21′ 5″ O  | Bakum 20, Grabhügel    | Durchmesser ca. 10 m und Höhe ca. 0,6 m. Fast rund. Gleichmäßig gewölbt, auslaufender Rand. Im NW-Bereich ein Fußweg. | 28948171 | BW   |

## Buer
| Lage                        | Bezeichnung    | Beschreibung | ID       | Bild           |
| --------------------------- | -------------- | --- | -------- | -------------- |
| 52° 14′ 51″ N, 8° 24′ 10″ O | Buer 3, Kirche | Kirchhofsburg, trapezförmig, mit zentraler Kirche und Kirchplatz. Allseitig von geschlossenen Hausreihen eingefasst, die auf typische Speicherbauten zurückgehen bzw. Speichernachfolgebauten darstellen. Gr. L. ca. 120 m (O-W), gr. Br. ca. 95 m. Die Zufahrt erfolgt von SW durch ein Fachwerktorhaus. Vermutlich im späten Mittelalter entstanden. Lt. v. Klocke (1939, 140) wurden im Jahre 1772 von 17 Gebäuden der Kirchhofsburg noch 10 mit dem Beiwort Spieker bezeichnet. Die ursprünglich romanische Kirche wurde zwischen 1853 und 1855 durch den heutigen neuromanischen Bau ersetzt. Die Herren von Vincke, denen das Rittergut Ostenwalde gehörte, besaßen im SO-Teil der Kirchhofsburg einen Speicher („Vincken Speicher“). Die Kirchhofsburg von Buer ist die am besten erhaltene und eindrucksvollste Anlage ihrer Art im Landkreis Osnabrück. | 28935188 | Weitere Bilder |

## Eicken-Bruche
| Lage                        | Bezeichnung                 | Beschreibung | ID       | Bild           |
| --------------------------- | --------------------------- | --- | -------- | -------------- |
| 52° 12′ 18″ N, 8° 21′ 25″ O | Eicken-Bruche 2, Gut Bruche | Ehemals Wasserburg mit Haupt- und Vorburg, die insgesamt von einer schildförmigen Graft umgeben sind. Gesamtfläche ca. 190 × 140 m. Die Graft ist - mit Ausnahme eines kleinen Teilbereichs in der NW-Ecke - noch gut erhalten. Graft-Br. ca. 20 m. Die Gräfte werden mit dem Wasser der Else gespeist. Das heutige Herrenhaus stammt aus den Jahren 1733 – 1736. Auf einer vor 1733 entstandenen Karte ist noch der spätmittelalterliche Baubestand der Hauptburg zu sehen, während die Vorburg mit Ausnahme des Ostflügels schon große Ähnlichkeit mit der heutigen besitzt. | 28948157 | Weitere Bilder |
| 52° 13′ 30″ N, 8° 21′ 41″ O | Eicken-Bruche 4, Grabhügel  | Durchmesser ca. 9 m und Höhe ca. 0,6 m. Rund. Rand flach auslaufend. | 28948156 | BW             |

## Gesmold
| Lage                        | Bezeichnung                       | Beschreibung | ID       | Bild           |
| --------------------------- | --------------------------------- | --- | -------- | -------------- |
| 52° 12′ 56″ N, 8° 16′ 48″ O | Gesmold 2, Schloß Gesmold         | Umfangreiche Wasserburg mit Kernburg im W und 2 Vorburgen und Torturm im O. Die Kernburg war ursprünglich von einem runden dreifachen Hausgraben mit Zwischenwällen umgeben, beide Vorburgen waren jeweils von einem Wassergraben geschützt und mit Zugbrücken verbunden. Um die Gesamtanlage führte eine breite Graft, die von der Else gespeist wurde. In der Kernburg steht der mächtige, donjonartige Wohnturm mit quadratischem Grundriss von annähernd 12 m Seitenlänge. Hochmittelalter, 12. Jh. Die Kernburg geht in das 12. Jh. zurück, der heute noch erhaltene Wohnturm ist vermutlich in der Zeit um 1200 entstanden. | 28955266 | Weitere Bilder |
| 52° 13′ 8″ N, 8° 17′ 57″ O  | Gesmold 4, Stauteich (Alter Else) | Oberirdisch angelegtes Wasserstaubecken von unregelmäßiger Form mit einfacher Umwallung. Gr. L. ca. 320 m (SW-NO), Br. 150 – 200 m. Wall überwiegend gut erhalten. Sohl-Br. bis 14 m; H. bis 1,8 m (im O-Bereich), an der NW und NO-Seite hat der Wall nur eine Sohl-Br. von ca. 6 m und eine H. von ca. 0,5 m. Dem Wall ist größtenteils ein Innengraben (zur Materialentnahme) von ca. 5 m Br. und ca. 0,5 m T. vorgelagert. Die Innenfläche des Wasserstaubeckens ist heute verlandet. | 28948159 | BW             |

## Handarpe-Melle
| Lage                       | Bezeichnung                         | Beschreibung | ID       | Bild           |
| -------------------------- | ----------------------------------- | --- | -------- | -------------- |
| 52° 9′ 54″ N, 8° 20′ 51″ O | Handarpe-Melle 3, Burg Sondermühlen | Wasserburg mit Hauptburg und nordöstl. vorgelagerter Vorburg. Die unregelmäßig geformte Burginsel ist von einer im Osten teichartig erweiterten Gräfte umgeben. Auf der Burginsel stehen noch die Kapelle von 1587 und das Torhaus mit angrenzendem Back- und Brauhaus und Brücke von 1682. Das Herrenhaus des 16. Jhs. ist ein Vierständerbau im Stil der niederdeutschen Hallenhäuser. Nur die Seite zur Gräfte und das Kammerfach sind aus Stein gebaut, der übrige Gebäudekörper ist aus mit Backstein gefülltem Fachwerk errichtet worden. Auf einem Plan von 1841 ist im Nordosten eine umgräftete, rechteckige Garteninsel verzeichnet. | 28956957 | Weitere Bilder |

## Holzhausen
| Lage                        | Bezeichnung             | Beschreibung | ID       | Bild |
| --------------------------- | ----------------------- | --- | -------- | ---- |
| 52° 16′ 14″ N, 8° 20′ 29″ O | Holzhausen 1, Landwehr  | Bestehend aus einem Wall mit beidseitig vorgelagertem Graben hat eine Gesamtlänge von ca. 1,4 km. Wall und Gräben sind je nach Geländesituation unterschiedlich ausgeprägt und erhalten. Spätes Mittelalter. Wallanlage „Wagenhorst“ und die ca. 2 km östl. gelegene, vom Charakter her vergleichbare Wallanlage „Hohenhorst“ liegen im Bereich der ehemaligen Kreisgrenzen von Melle, Osnabrück und Wittlage. Ende des 19. Jhs. als römisches Heerlager des Varus bzw. Cäcina oder auch als altsächsisches Heerlager während der Sachsenkriege Karls des Großen gedeutet. - Teilstück ID: 37017594 | 28953579 | BW   |
| 52° 14′ 38″ N, 8° 21′ 39″ O | Holzhausen 2, Grabhügel | Durchmesser ca. 6 m und Höhe ca. 0,5 m. Rund. Rand gut abgesetzt. Kuppenmulde von 3 × 3 m. Die O- und S-Flanke wurde um 1980 durch schweres Fahrzeug leicht beschädigt. | 28948162 | BW   |

## Hustädte
| Lage                        | Bezeichnung               | Beschreibung | ID       | Bild |
| --------------------------- | ------------------------- | --- | -------- | ---- |
| 52° 15′ 31″ N, 8° 21′ 42″ O | Hustädte 2, Burg Hustädte | Bestand aus einer ungefähr rechteckigen Hauptburginsel von 26 × 21 m Größe und einer umgebenden Gräfte von 8 m Breite. Diese wurde bei der Anlage von Fischteichen vollständig zerstört. Erhalten sind die geringe Spuren der Wälle und Gräben von der nördlich vorgelagerten, 110 × 65 m großen Vorburg. Hat sich aus dem Meierhof zu Hustädte entwickelt. Das Ministerialengeschlecht dieses Namens wird erstmals 1223 in Osnabrücker Urkunden erwähnt. Das Geschlecht ist bald nach 1350 erloschen, Burg und Meierhof fielen an die Herren von Vincke. 1399 wird beides innerhalb der Familie weiterverkauft. Nach dem Ende des auf Hustädte ansässigen Familienzweiges geht die Burg 1478 an die von dem Bussche auf Hünnefeld. Sie hört auf, ein eigener Herrensitz zu sein und wird fortan nur noch mit Eigenhörigen belegt. Im 19. Jh. wurde Hustädte schließlich zu einem selbstständigen Bauernhof. | 28977985 | BW   |

## Kerssenbrock
| Lage                       | Bezeichnung              | Beschreibung | ID       | Bild |
| -------------------------- | ------------------------ | --- | -------- | ---- |
| 52° 8′ 23″ N, 8° 17′ 34″ O | Kerssenbrock 4, Landwehr | Direkt südl. des Twisselbaches. In NNW-SSO-Orientierung westl. des Knüppelweges. 2 Wälle - im mittleren Bereich weiterer Wall im W - mit jeweils im O vorgelagerten Gräben. Gesamt-Br. ca. 20 m; Wall-H. von Grabensohle bis Wallkrone 1 m. Unterbrechung durch kleinen Waldweg. - Teilstück ID: 37017796 | 28956958 | BW   |

## Krukum
| Lage                        | Bezeichnung                      | Beschreibung | ID       | Bild |
| --------------------------- | -------------------------------- | --- | -------- | ---- |
| 52° 11′ 9″ N, 8° 26′ 21″ O  | Krukum 1, Hünenburg bei Riemsloh | Die zweiteilige Wallburg liegt im Zwickel zweier Bäche, wodurch sie an zwei Seiten durch steile Hänge von 8 – 10 m Höhe geschützt ist. Die Südwestseite wird durch einen 2 m hohen und 4 – 6 m breiten Wall gesichert, dem ein bis 10 m breiter und 1,5 m tiefer Trockengraben vorgelagert ist. An beiden Enden schwenkt der Wall nach Nordosten und verläuft - dabei flacher werdend - entlang der Böschungskanten bis zu einem zweiten Querwall. Frühmittelalterlich, wohl 9. bis 11. Jh. In Verbindung zum alten Höhenzug Osnabrück-Melle-Herford angelegt. Schriftquellen, die sich auf die Hünenburg oder die kleine Abschnittsbefestigung beziehen, sind nicht bekannt. | 28948144 |      |
| 52° 11′ 14″ N, 8° 26′ 25″ O | Krukum 5, Motte                  | Natürlicher Burghügel von ovalem Grundriss, der im SO durch ein tief eingeschnittenes Bachtal aus dem umgebenden Hang herausgeschnitten ist. Im W, N und NW durch einen künstlich eingetieften, völlig unregelmäßigen Graben vom gleich hoch gelegenen Gelände geschützt. L. der Plattform 25 m; Br. 18 m; Fläche ca. 0,025 ha, Grabentiefe ca. 3 m. Der Mottenhügel ist gut zu erkennen. Mangels historischer Überlieferung und archäologischer Forschungen lässt sich die Motte nur grob ins Hochmittelalter datieren. | 28948146 | BW   |

## Laer
| Lage                        | Bezeichnung      | Beschreibung | ID       | Bild |
| --------------------------- | ---------------- | --- | -------- | ---- |
| 52° 10′ 44″ N, 8° 20′ 7″ O  | Laer 1, Landwehr | Bestehend aus einem Wall mit beidseitig vorgelagerten Gräben, in NNO-SSW-Ausrichtung. L. ca. 600 m; Wallbr. ca. 4 m; H. 0,7 m; Grabenbr. ca. 4 m; T. 1 m. Wallkrone und Grabensohle im Profil gerundet. Sehr gut erhalten. - Teilstück ID: 37017019 | 28948155 | BW   |
| 52° 10′ 56″ N, 8° 19′ 35″ O | Laer 3, Burg     | | 28956956 | BW   |

## Markendorf
| Lage                        | Bezeichnung              | Beschreibung | ID       | Bild |
| --------------------------- | ------------------------ | --- | -------- | ---- |
| 52° 16′ 16″ N, 8° 25′ 53″ O | Markendorf 10, Landwehr  | Im Geländesattel zwischen Großem und Kleinen Kellenberg, die Gmkg.-Grenze in NNO-SSW Orientierung kreuzend. 2 parallele Wälle mit innenliegendem Graben, nach N und S in natürliche Bachtäler mündend. Südl. Teil im Bereich des Wanderweges und einer Schutzhütte zerstört. Gesamt-L. ca. 70 m; Gesamt-Br. 12,5 m; Wall-Br. 3,5 m; Wall-H. 0,6 m, Graben-T. 1,1 m. - Teilstück ID: 37017166 | 28948274 | BW   |
| 52° 16′ 7″ N, 8° 26′ 17″ O  | Markendorf 11, Bergbau   | Längliche unregelmäßige Eingrabung auf dem Kammrücken mit beidseitig abgelagertem Abraum, im SO allmählich auslaufend. Gesamtlänge ca. 750 m; lichte Br. bis 8 m. T. bis 4 m. Neuzeitlicher Steinbruchbetrieb; lt. Karte der nutzbaren Lagerstätten und Gesteine Niedersachsens (1952, Bl. 46) Vorkommen von Kieseldolomit mit Kalksandstein.                                                | 28948275 | BW   |
| 52° 16′ 9″ N, 8° 27′ 7″ O   | Markendorf 12, Grabhügel | Durchmesser ca. 26 m und Höhe ca. 1,5 m. Fast rund. Kuppe abgeflacht, durch zahlreiche Tierbaue gestört. In der Mitte kleines rechteckiges neueres Raubgräberloch bzw. Sondagegrabung bis auf Fuchs-/Dachsbau. Aus Lehm aufgeschüttet. | 28956962 | BW   |
| 52° 16′ 8″ N, 8° 27′ 4″ O   | Markendorf 13, Grabhügel | Durchmesser ca. 20 m und Höhe ca. 1,5 m. Fast rund. Große Kuppenmulde, im südl. Böschungsbereich drei kleinere Eingrabungen, mehrere Tierbaue. Am SO-Rand unbefestigter Waldweg. Aus Lehm aufgeschüttet. | 28956965 | BW   |

### Markendorf 1
- ID: 28948283
- Grabhügelfeld mit 7 Grabhügeln. Dm. der Grabhügel 8 – 15 m; H. 0,8 – 2 m. Br. der Hohlwege bis 7,5 m; T. bis 2,5 m; L. bis 400 m.

| Lage                        | Bezeichnung  | Beschreibung                                                     | ID       | Bild |
| --------------------------- | ------------ | ---------------------------------------------------------------- | -------- | ---- |
| 52° 15′ 58″ N, 8° 27′ 15″ O | Markendorf 8 | Durchmesser ca. 12 m und Höhe ca. 0,7 m. Fast rund. Kuppenmulde. | 28948276 | BW   |

## Meesdorf
| Lage                        | Bezeichnung            | Beschreibung | ID       | Bild |
| --------------------------- | ---------------------- | --- | -------- | ---- |
| 52° 16′ 51″ N, 8° 23′ 47″ O | Meesdorf 3, Landwehr   | Abschnitt mit 2 parallelen Wällen, zwischenliegendem sowie zum Hang (NO) vorgelagertem Graben. Unterbrochen durch Weg und eine ca. 25 m breite Pflanzschonung. Gesamtlänge 230 m; Wall-Br. ca. 4 m; H. bis 1,3 m. Kronen-Br. 0,5-1,5 m; abgerundetes Profil. Abstand der beiden Wälle zueinander ca. 8 m; Graben-Br. ca. 3 m; Sohl-Br. ca. 0,5 m; T. bis 1 m. Im SO und NW jeweils Anschluss an tiefen Taleinschnitt. Bezug zu altem Kammweg „Wittekindsweg“ oder heutigem Verlauf der Straße Rabber-Meesdorf. - Teilstück ID: 37017185 | 28948147 | BW   |
| 52° 16′ 16″ N, 8° 25′ 53″ O | Meesdorf 5, Wegespuren | Großflächiges Bündel von bis zu 8 parallelen Wegespuren in unterschiedlichem bogenförmigen Verlauf, teilweise sehr gut erhalten. Lichte Br. bis 7 m; T. bis 1,6 m, im SO auch bis 3 m. - Teilstück ID: 37017157 | 28948148 | BW   |

## Melle
| Lage                        | Bezeichnung                    | Beschreibung | ID       | Bild |
| --------------------------- | ------------------------------ | --- | -------- | ---- |
| 52° 12′ 19″ N, 8° 19′ 40″ O | Melle 2, Stiftsburg Grönenberg | Ehemals zweiteilige Motte, die durch mehrere Wälle und Gräben geschützt wurde. Lt. Vermessungsplan von 1801 (s. Lit.) war der Hauptburghügel von einem 6 bis 8 m breiten Wassergraben umgeben, die mondsichelförmige Vorburg war ebenfalls durch einen Wassergraben geschützt. Haupt- und Vorburg waren insgesamt durch mehrere konzentrische Wälle mit vorgelagerten Gräben umgeben. Die Gesamtfläche der Burganlage war oval und hat eine gr. L. von ca. 280 m in N-S-Ausdehnung und eine gr. Br. von ca. 235 m in O-W-Ausdehnung. 1991: Erhalten ist lediglich der künstlich aufgeschüttete, annähernd runde Hügel der Hauptburg. Dm. 44 m; H. ca. 3,5 m, am S-Rand fast 5 m; Kuppe als Plateau abgeflacht, Dm. ca. 33 m. Steil geböscht. Die übrige Anlage ist eingeebnet und z.T. überbaut. | 28956959 |      |

## Neuenkirchen
| Lage                       | Bezeichnung                      | Beschreibung | ID       | Bild           |
| -------------------------- | -------------------------------- | --- | -------- | -------------- |
| 52° 7′ 56″ N, 8° 24′ 20″ O | Neuenkirchen 1, Haus Königsbrück | Das dreigeschossige Schloss war ursprünglich als Vierflügelbau der Weserrenaissance angelegt. Heute ist noch ein dreigeschossiger, 45 m langer Flügel mit Hausdurchfahrt und repräsentativem Südgiebel erhalten, an dessen Nordecke Reste eines viereckigen Turmes zu sehen sind. Den Kern des Herrenhauses bildet zudem ein 10 × 12 m großes Steinwerk mit tonnengewölbtem Keller, Mittelpfeiler und Lichtschlitzen. Dieses zeichnet sich noch bis ins zweite Geschoss im Mauerwerk ab. Der nördlich anschließende 12 × 17,35 m große Keller stammt höchstwahrscheinlich noch aus dem Spätmittelalter und diente vermutlich als Unterbau eines Palas. Umgeben war die Anlage von einer Doppelgräfte, die von der Warmenau gespeist wurde. Ein dritter Gräftenring wird vom Wissmannsbach, der Warmenau und zwei Verbindungsgräben gebildet. Die Wasserversorgung des Schlosses erfolgte durch eine 1,5 km lange Leitung aus ausgehöhlten Baumstämmen, die Quellwasser herbeiführte. Vom ursprünglich aus dem 16. Jh. stammenden Haupthaus ist noch ein Flügel erhalten, zudem die Gräfte. | 28948143 | Weitere Bilder |

## Oldendorf
| Lage                        | Bezeichnung              | Beschreibung | ID       | Bild           |
| --------------------------- | ------------------------ | --- | -------- | -------------- |
| 52° 13′ 55″ N, 8° 21′ 5″ O  | Oldendorf 2, Burg        | Bestehend aus einem langovalen Ringwall. Gesamtfläche ca. 3,4 ha; L. 300 m; Br. 110 – 125 m. Wallbr. bis 12 m, Wallhöhe bis 1,5 m. Wall im Profil verschliffen und an mehreren Stellen durchbrochen bzw. durch Steinbruchbetrieb und natürliche Erosion zerstört. An mehreren Stellen ist im Wallkern Trockenmauerwerk erkennbar. Gut erhalten ist der Wall besonders im NO-Bereich. Im N-Bereich der Anlage steht ein Aussichtsturm aus der 1. Hälfte des 19. Jhs. Südöstl. des Turms markiert ein Walleinschnitt mit leicht einziehenden Wallenden das alte Tor. Aufgrund der Bauformen - bogenförmig geführter Wall in Anlehnung an das Gelände, Fehlen eines vorgelagerten Grabens gegen den im NO anschließenden Geländesattel - vermutlich als eisenzeitlicher Ringwall zu deuten. Der heute als Aussichtsturm genutzte Turm war ursprünglich Teil eines von Ernst Freiherr von Vincke geplanten Herrensitzneubaus. | 28948145 | BW             |
| 52° 14′ 1″ N, 8° 22′ 20″ O  | Oldendorf 12, Grabhügel  | Durchmesser ca. 11 m und Höhe ca. 1 m. Rund. Im Zentrum Eingrabung 2 × 3 m; T. 0,5 m. | 28948149 | BW             |
| 52° 14′ 35″ N, 8° 20′ 44″ O | Oldendorf 13, Ostenwalde | Wasserburg, spätes Mittelalter, 14. Jh. Älteste bekannte urkundliche Erwähnung im Jahre 1343 als Sitz der Familie von Vincke (lt. v. Bruch 1930, 169). Lt. Warnecke (1980, 198) ist Ostenwalde bereits im Jahre 1316 im Besitz dieser Familie überliefert. Die älteste historische Überlieferung des Geschlechtes von Vincke als Ministerialen des Osnabrücker Bischofs stammt aus dem Jahre 1223. Nach dem Zweiten Weltkrieg war das Herrenhaus von Ostenwalde Hauptquartier des britischen Oberkommandierenden Feldmarschall Montgommery und wurde erst 1957 wieder an die Familie von Vincke zurückgegeben. | 28954639 | Weitere Bilder |

## Peingdorf
| Lage                        | Bezeichnung         | Beschreibung | ID       | Bild |
| --------------------------- | ------------------- | --- | -------- | ---- |
| 52° 10′ 48″ N, 8° 14′ 26″ O | Peingdorf 5, Auburg | Niederungsburg mit Hauptburg im N und südl. vorgelagerter Vorburg. Die fast quadratische Hauptburg war ehemals von einer eigenen Graft umgeben und mit der Vorburg zusammen von einer unregelmäßig länglichen, annähernd trapezförmigen Außengraft umgeben. Gesamt-L. ca. 145 m (N-S), Br. bis ca. 90 m. Das Graftsystem ist in der Gaußschen Landesaufnahme 1834–50, Bl.Nr. 60, Dissen, noch komplett eingetragen. Zur Zeit der Preußischen Landesaufnahme (Mtbl. Nr. 2080) um 1897 war die Hausgraft bereits verfüllt. Heute ist das gesamte Graftsystem komplett verfüllt. Der Platz der Hauptburg ist deutlich erhöht. Spätmittelalter, 14. Jh. Älteste urkundliche Erwähnung im Jahre 1316. Im Jahre 1844 bildete das Herrenhaus mit den Stallungen, einer Brennerei und einem Torhaus eine geschlossene rechteckige Hofanlage. | 28955278 | BW   |

## Schiplage
| Lage                      | Bezeichnung               | Beschreibung | ID       | Bild           |
| ------------------------- | ------------------------- | --- | -------- | -------------- |
| 52° 9′ 8″ N, 8° 26′ 44″ O | Schiplage 2, Gut Warmenau | Wasserburg mit ehemals doppeltem Graftsystem. Gr. L. 140 m (O-W); gr. Br. 120 m. Äußere Graft sehr gut erhalten, wasserführend; Br. ca. 15 m. Flacher Außenwall der Graft vorgelagert. Br. ca. 8 m; H. ca. 0,7 m. Innere Graft winkelförmig. Einziger Zugang von NNO. Die Wasserversorgung der Gräfte erfolgte direkt aus der Warmenau. | 28948151 | Weitere Bilder |

## Uedinghausen-Warringhof
| Lage                        | Bezeichnung                           | Beschreibung | ID       | Bild |
| --------------------------- | ------------------------------------- | --- | -------- | ---- |
| 52° 12′ 52″ N, 8° 14′ 47″ O | Uedinghausen-Warringhof 1, Steinkreuz | Steinkreuz aus Sandstein. H. 0,66 m; Br. 0,54 m; D. 0,25 m. | 28970957 | BW   |
| 52° 12′ 52″ N, 8° 14′ 47″ O | Uedinghausen-Warringhof 2, Steinkreuz | Die Sühnekreuze am Schimm. Steinkreuz aus Sandstein. H. 0,46 m; Br. 0,59 m; D. 0,34 m. Kanten tw. stark abgeschlagen. Auf der Rückseite ist ein Beil eingemeißelt. In den Jahren nach 1990 ist der Stein um 180° gedreht worden, bis dahin war die Beildarstellung von der Straße aus zu sehen. Spätes Mittelalter oder frühe Neuzeit. Erste historische Erwähnung um 1717. Der Sage nach (M. Hickmann, s. Lit.) hat hier im Streit um das väterliche Erbe der eine Bruder den anderen mit dem Beil erschlagen und sich anschließend selbst getötet. | 28970959 | BW   |

## Wellingholzhausen
| Lage                       | Bezeichnung                     | Beschreibung | ID       | Bild |
| -------------------------- | ------------------------------- | --- | -------- | ---- |
| 52° 8′ 42″ N, 8° 14′ 54″ O | Wellingholzhausen 15, Grabhügel | Durchmesser ca. 17 m und Höhe ca. 2,2 m. Rund. Rand abgesetzt. Guter Erhaltungszustand. Kuppenmulde. In der Kuppe jüngere Eingrabung. L. 2,5 m; Br. 2 m; T. 1 m. Tiergänge. | 28948153 | BW   |
| 52° 8′ 42″ N, 8° 14′ 54″ O | Wellingholzhausen 16, Grabhügel | Durchmesser ca. 20 m und Höhe ca. 2 m. Annähernd rund. Rand abgesetzt. Mehrere Angrabungen; Tiergänge.                                                                      | 28948152 | BW   |
| 52° 8′ 42″ N, 8° 14′ 56″ O | Wellingholzhausen 17, Grabhügel | Durchmesser ca. 18 m und Höhe ca. 1,9 m. Rund. Rand gut abgesetzt. Kleine Kuppenmulde. SO-Seite durch Acker angeschnitten. Neuere Eingrabung an SO-Flanke; Tiergänge.       | 28949689 | BW   |